# La Diva Salvaje
La Diva Salvaje (25 de julio de 1977, Saltillo, Coahuila) es un luchador exótico mexicano. Diva, hizo su debut como luchador en la Arena Progreso en el año 2000. También es uno de las representantes de la comunidad lgbtiq+ en la lucha libre mexicana.
Desde 2009, La Diva Salvaje ha sido un nombre relevante en la escena de la lucha libre independiente mexicana, en el Grupo Internacional Revolución (IWRG). En 2020, junto con Pasion Kristal y Jessy Ventura, formó el grupo Las Shotas y el trío se convirtió en el gran favorito del público en 2020 y 2021.

## Biografía
Cuando Diva iba a la primaria jugaba con una amiga a la lucha libre, tiempo después se reencontraron y ella fue quien la metió al mundo de la lucha libre profesional.
Su trabajo lo ha llevado al Mestizo Arts Festival en Amberes, Bélgica, también fue invitado al Museo Foundation Cartier pour l'art contemporain en París. En Londres, también participó en una lucha libre de exhibición.